# آشپزی پارسیان هند

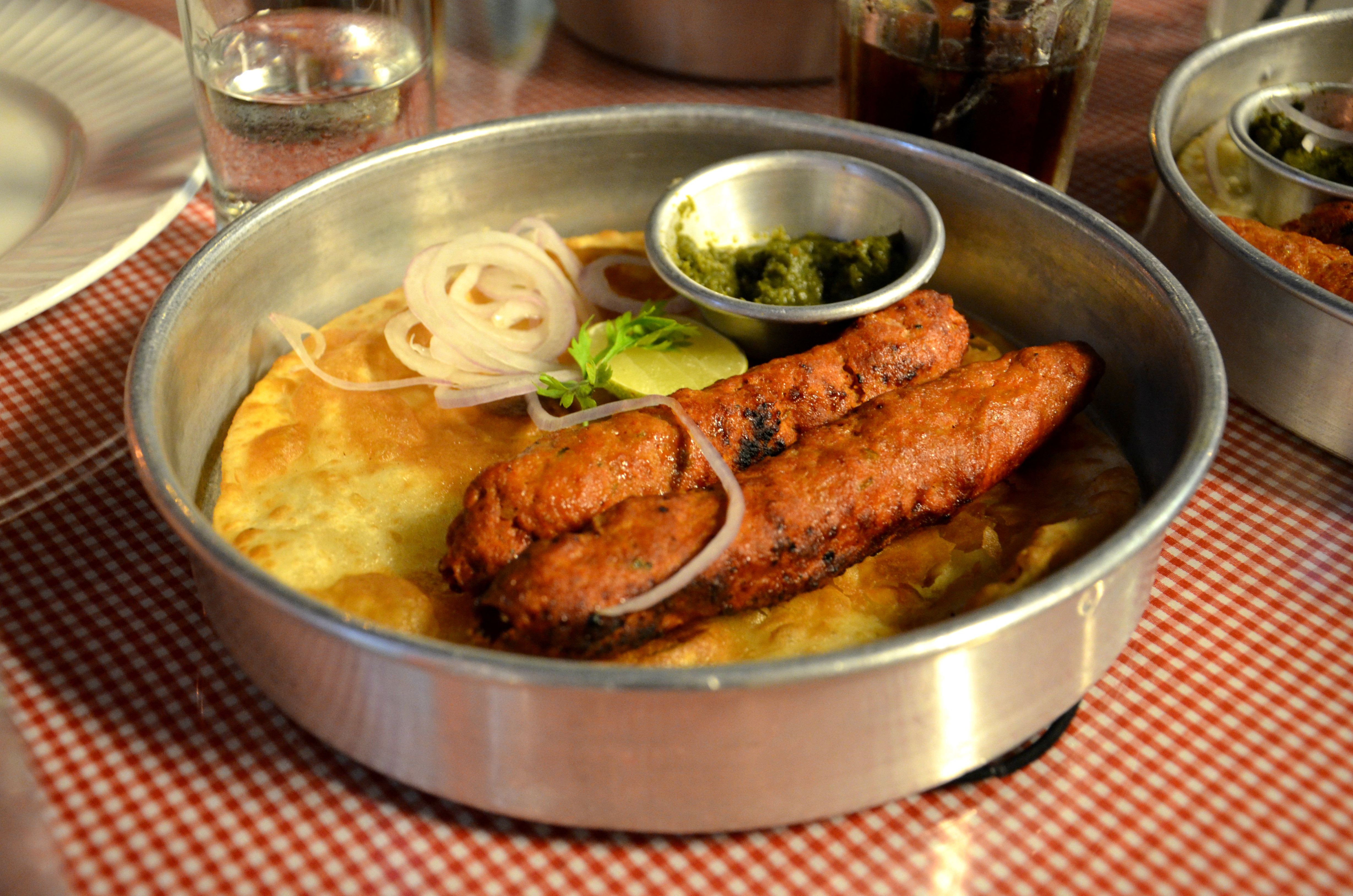
خوراک هندی

آشپزی پارسیان هند به آشپزی و خوراک‌های سنتی پارسیان در هند و پاکستان اشاره دارد.

## خوراک‌های اصلی
ویژگی اصلی آشپزی پارسیان برنج است که بیشتر با عدس یا خورش کاری خورده می‌شود. خورش کاری بیشتر با نارگیل تهیه می‌شود. ناهار معمولاً یک خوراک گوشتی همرا با خورش کاری سبزیجات یا سیب‌زمینی است. کاچومبار، یک سالاد با پیاز و خیار در کنار بیشتر خوراک‌ها خورده می‌شود.
خوراک‌های سرشناس پارسی عبارتند از:
- فرچه مرغ (پیش غذای مرغ سوخاری)
- دهانساک (گوشت بره، گوسفند یا بز، مرغ یا سبزیجات مخلوط‌شده با عدس با برنج قهوه ای سرو می‌شود)
- پاترا نی ماچهی (ماهی - نقره‌ماهی یا سورمائی که به شدت با نارگیل سبز پر شده و در یک برگ موز پیچیده شده و با بخار آب پخته شده‌است)
- سالی مرغی (مرغ تند با سیب‌زمینی سرخ‌کرده)
- کولمی نو پاتیو (میگو در خورش کاری گوجه فرنگی تند)
- جردالو سالی بوتی (گوشت گوسفند بدون استخوان در سس پیاز و گوجه فرنگی با زردآلو و سیب زمینی سرخ‌کرده)
- خیچری (برنج با تور دال یا مونگ دال)
- تاموتا نی راس چاوال (کتلت گوشت گوسفند با برنج سفید و سس گوجه فرنگی)